# Jameleddine Limam
Jameleddine Limam (arab. ‏جمال الدين الإمام‎; ur. 11 czerwca 1967 w Tunisie) – tunezyjski piłkarz występujący na pozycji pomocnika. 

## Kariera klubowa
Limam karierę rozpoczynał w 1986 roku w zespole Stade Tunisien. Grał tam przez dwa lata, a w 1988 roku wyjechał do Belgii, by grać w tamtejszym pierwszoligowcu, Standardzie Liège. W 1989 roku dotarł z nim do finału Pucharu Belgii, w którym Standard został pokonany 2:0 przez RSC Anderlecht.
W 1990 roku Limam odszedł do niemieckiego Eintrachtu Brunszwik, grającego w 2. Bundeslidze. W lidze tej zadebiutował 28 września 1990 roku w zremisowanym 0:0 spotkaniu z Rot-Weiss Essen. Przez rok w barwach Eintrachtu rozegrał 19 spotkań. W 1991 roku przeniósł się do saudyjskiego Ittihad FC, którego barwy reprezentował przez dwa kolejne lata.
W 1993 roku Limam wrócił do Stade Tunisien. Tym razem występował tam przez cztery lata. W 1997 roku przeszedł do zespołu Club Africain. W 1998 roku wywalczył z nim wicemistrzostwo Tunezji, a także Puchar Tunezji. W 1999 roku dotarł z klubem do finału Afrykańskiego Pucharu Zdobywców Pucharów. W 2000 roku ponownie zdobył z nim Puchar Tunezji.
W 2001 roku Limam ponownie przeszedł do Stade Tunisien. W 2002 roku wygrał z nim Puchar Ligi Tunezyjskiej. W tym samym roku wrócił do Club Africain. W 2003 roku dotarł z nim do finału Pucharu Tunezji. W tym samym roku zakończył karierę.

## Kariera reprezentacyjna
W reprezentacji Tunezji Limam zadebiutował w 1987 roku. W 1988 roku wziął udział w Letnich Igrzyskach Olimpijskich, które piłkarze Tunezji zakończyli na fazie grupowej. W 1994 roku został powołany do kadry na Puchar Narodów Afryki. Zagrał na nim w meczu z Zairem (1:1), a Tunezja odpadła z turniej po fazie grupowej.
W 1996 roku Limam ponownie znalazł się w drużynie na Puchar Narodów Afryki. Wystąpił na nim w przegranym 1:2 pojedynku z Ghaną. Tamten turniej Tunezja zakończyła na 2. miejscu.
W latach 1987–1998 w drużynie narodowej Limam rozegrał 54 spotkania i zdobył 4 bramki.